# Ferenc Weisz
Ferenc Weisz (23 de febrero de 1885 - 8 de julio de 1944) fue un jugador y entrenador de fútbol húngaro. Weisz, que era judío, jugó en clubes de fútbol como delantero del Ferencváros y del MTK, ganando nueve veces la liga húngara.   También representó a su país a nivel internacional, disputando 17 partidos internacionales entre 1903 y 1917.  Después de retirarse como jugador en 1920, Weisz se convirtió en entrenador del Újpest entre 1920 y 1922. 
Weisz fue deportado con su esposa desde las afueras de Budapest al campo de concentración de Auschwitz en 1944, donde fue asesinado. 